# Segregazione (metallurgia)
Per segregazione, in metallurgia, si intende la disomogenea (rispetto al diagramma di stato) distribuzione dei componenti di una lega metallica.
Si distinguono le  segregazioni minori da quelle  maggiori: le prime sono localizzate nel singolo cristallo, le seconde sono su scala macroscopica.

## Segregazione minore
Per comprenderne la natura, è necessario considerare il diagramma di stato di una soluzione metallica, formata da un soluto B e un solvente A.

All'avanzare del raffreddamento si creano via via cristalli di solido di concentrazione sempre più ricca in B, seguendo la curva del solidus. Il liquido, da parte sua, si arricchisce in B spostando il proprio punto rappresentativo lungo la curva del liquidus e depositando le fasi solide corrispondenti. Nel frattempo il solido già formatosi riesce solo in parte, grazie alla diffusione allo stato solido, ad avvicinare la sua composizione a quella del liquido di partenza; quindi a temperatura ambiente si avrà una composizione che in media è quella del metallo fuso iniziale, ma che localmente varia in un certo intervallo attorno ad essa, procedendo dall'interno del cristallo verso i giunti. Così si spiega la presenza di segregazioni minori.
Tali segregazioni aumentano all'aumentare della differenza di concentrazione tra solidus e liquidus e della dimensione dei cristalli, e al diminuire della temperatura di solidificazione (a causa della sempre più difficile diffusione). Non è possibile invece valutare univocamente l'influenza della velocità di raffreddamento.
Il fenomeno della fragilità al rosso è un tipico esempio di problema causato dalle segregazioni minori: lo zolfo e il fosforo si concentrano ai giunti dei grani in quanto poco solubili allo stato solido e creano un eutettico bassofondente; se si riscalda la lega per un trattamento termico o una lavorazione plastica a caldo, i giunti sono i primi a fondere e il pezzo metallico si disgrega, con una conseguente perdita dell'integrità strutturale.
Per evitare di sprecare materiale conviene eliminare (o almeno ridurre) le segregazioni minori prima di eseguire le lavorazioni; questo è possibile con il trattamento termico della ricottura di omogeneizzazione. In seguito si può ridurre la dimensione della grana cristallina (e quindi le differenze di concentrazione dei cristalli) eseguendo la fucinatura e/o la laminazione.